# این-کیو-تل
این-کیو-تل (انگلیسی: In-Q-Tel) شرکت سرمایه‌گذاری آمریکایی،  وابسته به سازمان سیا (سی‌آی‌اِی) و بودجه آن است، که در سال ۱۹۹۹ تأسیس شد. تخصص این شرکت وام های سرمایه‌گذاری خطرپذیر است